# Anastasia Yuryevna Zavorotnyuk
Anastasia Yuryevna Zavorotnyuk (tiếng Nga: Анастасия Юрьевна Заворотнюк sinh ngày 3 tháng 4 năm 1971  –  29 tháng 5 năm 2024) là nữ diễn viên, người dẫn chương trình và là nghệ sĩ ưu tú của Nga.
Vào tháng 9 năm 2019, bà được cho là đã được chẩn đoán mắc bệnh ung thư não giai đoạn IV vào khoảng thời điểm cô sinh con gái Mila vào tháng 10 năm 2018, với tin đồn về việc chẩn đoán của bà đã có từ đầu tháng 8 năm 2019 khi người hâm mộ nhận thấy một vết sẹo trên cổ của cô ấy, theo lý thuyết, có thể gợi ý sinh thiết để kiểm tra ung thư. Vào tháng 5 năm 2020, người ta xác nhận rằng bà đã được chẩn đoán mắc bệnh glioblastoma.
Bà qua đời ở tuổi 53 vì căn bệnh này ở Moscow vào ngày 30 tháng 5 năm 2024.

## Những phim tham gia

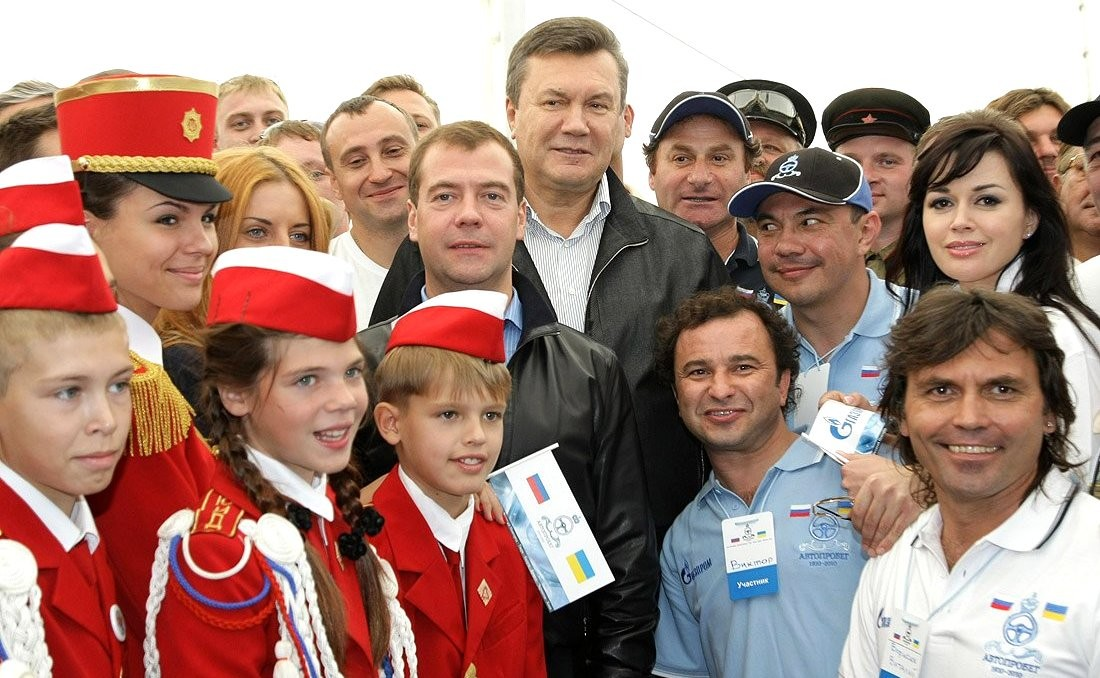
Zavorotnyuk cùng với tổng thống Nga Dmitry Medvedev và tổng thống Ukraine Viktor Yanukovych vào năm 2010

| Năm  | Phim                         | Vai diễn        | Ghi chú |
| ---- | ---------------------------- | --------------- | ------- |
| 1991 | Masha                        | Masha           |         |
| 1993 | Dashing Couple               | Lizka           |         |
| 2002 | Heir                         | Anastasia       |         |
| 2007 | The Apocalypse Code          | Daria/Marie     |         |
| 2007 | Shakespeare Never Dreamed Of | Lison           |         |
| 2008 | Ideal Woman                  | Lyuba           |         |
| 2008 | Artifact                     | It              |         |
| 2009 | Gogol. Nearest               | Smirnova-Rosset |         |

## Phim truyền hình
| Năm       | Tên phim      | Vai diễn       | Ghi chú |
| --------- | ------------- | -------------- | ------- |
| 2004–2008 | My Fair Nanny | Nanny Victoria |         |